# ハシナガシャコ
ハシナガシャコ (嘴長鷓鴣、学名：Rhizothera longirostris)は、キジ目キジ科に分類される鳥類の一種である。本種1種でハシナガシャコ属を形成する。

## 分布
マレー半島、スマトラ、ボルネオに分布する。

## 形態
体長22-37cm。雄は頭上が濃い褐色で顔面は赤茶色である。黒い眉斑がある。頸は灰色で背面は暗い褐色、腹部は黄褐色である。嘴は黒くて大きい。雌は雄よりも小型で、頸は赤褐色である。嘴は雄よりも細く下に曲がっているため長く見える（これが和名、英名の由来である）。
尾羽は12枚で、雌雄とも足に1対の距がある。

## 生態
熱帯のやや乾燥した森林や竹林に生息する。

## 亜種
以下の2亜種に分類される。
- PRhizothera longirostris longirostris
- PRhizothera longirostris dulitensis